# 中央国家安全委员会办公室
中央国家安全委员会办公室，标准简称中央国安办，为中央国家安全委员会的办事机构，是中共中央办事机构。

## 沿革
2000年9月，中共中央决定，组建“中央国家安全工作领导小组”，与“中央外事工作领导小组”合署办公，一个机构两块牌子。中共中央总书记江泽民任组长，国务院副总理钱其琛任副组长，原国务院外事办主任刘华秋任中央外事工作领导小组办公室和中央国家安全工作领导小组办公室主任。
2014年中央国家安全委员会及其办公室成立后，中央外事工作领导小组不再保留“中央国家安全工作领导小组”的名义。中央外事工作领导小组办公室随之不再保留“中央国家安全工作领导小组办公室”的名义，中央国家安全工作领导小组办公室更名为中央国家安全委员会办公室。

## 机构设置
根据《中央国家安全委员会办公室职能配置、内设机构和人员编制规定》，中央国安办设置下列机构：

### 内设机构
- 综合局[6]
- 机关党委[6]

## 历任领导
| 主任 - 栗战书（2014年—2017年，中共中央书记处书记、中央办公厅主任兼） - 丁薛祥（2017年—2023年，中共中央书记处书记、中央办公厅主任兼） - 蔡奇（2023年—，中共中央政治局常委、中央书记处书记、中央办公厅主任兼） | 副主任 - 蔡奇（2014年3月—2015年4月，副主任；2015年4月—2016年10月，主持常务工作的副主任（正部长级）） - 刘海星（2017年3月—，2022年7月起任常务副主任） - 陈文清（2018年5月—2022年7月，常务副主任，国家安全部部长兼） |